# Peltosaari (ö i Norra Savolax, Kuopio, lat 62,93, long 27,14)
Peltosaari är en ö i Finland. Den ligger i sjön Saittajärvi och i kommunen Kuopio i den ekonomiska regionen  Kuopio ekonomiska region  och landskapet Norra Savolax, i den centrala delen av landet, 300 km norr om huvudstaden Helsingfors. Öns area är 8,3 hektar och dess största längd är 0,9 kilometer i sydöst-nordvästlig riktning.